# Municipio de Perrysburg
El municipio de Perrysburg (en inglés: Perrysburg Township) es un municipio ubicado en el condado de Wood en el estado estadounidense de Ohio. En el año 2010 tenía una población de 12512 habitantes y una densidad poblacional de 130,62 personas por km².

## Geografía
El municipio de Perrysburg se encuentra ubicado en las coordenadas 41°31′53″N 83°34′45″O / 41.53139, -83.57917. Según la Oficina del Censo de los Estados Unidos, el municipio tiene una superficie total de 95.79 km², de la cual 93.1 km² corresponden a tierra firme y (2.8%) 2.69 km² es agua.

## Demografía
Según el censo de 2010, había 12512 personas residiendo en el municipio de Perrysburg. La densidad de población era de 130,62 hab./km². De los 12512 habitantes, el municipio de Perrysburg estaba compuesto por el 92.58% blancos, el 1.92% eran afroamericanos, el 0.23% eran amerindios, el 2.51% eran asiáticos, el 0.06% eran isleños del Pacífico, el 1.42% eran de otras razas y el 1.28% pertenecían a dos o más razas. Del total de la población el 4.84% eran hispanos o latinos de cualquier raza.